# 酒井新二
酒井 新二（さかい しんじ、1920年1月4日 - 2016年12月18日）は、日本のジャーナリスト。

## 経歴
東京都千代田区神田須田町に自転車屋を営む家の７人兄弟の次男として生まれる。東京帝国大学法学部政治学科（南原繁研究室所属）卒業後、海軍経理学校に学士入学し、1942年9月、短現9期主計科士官として太平洋戦争に参加。ラバウルをはじめ南方海域を転戦し、8月6日の広島原爆を呉にて、9日の長崎原爆を大村にて体験。終戦時は松山海軍航空隊勤務。
戦後、三井物産に就職するも財閥解体に伴い、1947年共同通信社に入社。政治部長、パリ支局長を経て編集局長、専務理事を歴任後1985年社長に就任（1991年まで）。相談役を経て1994年より同社顧問。1978年から1981年まで日本記者クラブ理事長。1986年フランス政府より国家功労勲章「オフィシエ」章受章。1993年勲一等瑞宝章受章。国語審議会委員、日本舞台芸術振興会委員、カトリック社会問題研究所幹事などを歴任。 
2016年12月18日、肺炎のため死去。長男は音楽プロデューサーのフランコ酒井。

## 著書
- 日本の進路（ワンツーマガジン社、2002年、ISBN 9784901579179）
- カトリシズムと現代（誠文堂新光社、1997年、ISBN 9784416897607）
- カトリックが拓く日本の道（徳間書店、1998年、ISBN 9784198607982）